# Timok Zaječar
Timok Zaječar ist ein serbischer Sportverein aus der Stadt Zaječar. Die bekannteste Abteilung des Vereins ist der Fußballclub, der zurzeit in der Prva Liga spielt, der zweithöchsten Spielklasse des Landes. Der Verein wurde 1919 gegründet und ist nach dem Fluss Timok benannt. 2006 erreichte der Verein das Viertelfinale des nationalen Fußballpokals.